# Pokémon the Movie: I Choose You!
Pocket Monsters Kimi ni Kimeta! (劇場版ポケットモンスター キミにきめた!  Gekijō-ban Poketto Monsutā Kimi ni kimeta!?), conocida en Estados Unidos como I Choose You!, es la vigésima película de Pokémon y la primera de la serie Sol y Luna, así como un reboot de la primera serie de Pokémon, que conmemora el vigésimo aniversario de la franquicia. Se estrenó el 15 de julio de 2017 en los cines de Japón.
La película cuenta con el debut del nuevo Pokémon, Marshadow, así como la participación de Ho-Oh. Además, la película sucesora es una secuela de esta.

## Sinopsis
Desde el comienzo de su aventura como entrenador, el joven de 10 años Ash Ketchum y su primer Pokémon Pikachu viven una experiencia inolvidable. Al tiempo que ellos fortalecen sus lazos de amistad, también son testigos de la majestuosidad de uno de los Pokémon legendarios de la región "Ho-Oh". Una pluma se convierte entonces en el boleto hacia el sueño de Ash de reunirse con Ho-Oh juntos con amigos entrenadores que encontara como Verity/Verónica y Sorrel/Samuel, pero será Marshadow, un Pokémon singular que se oculta en las sombras, y otros entrenadores, quienes finalmente lo guíen en este camino.

## Personajes
Ash Ketchum (サトシ  Satoshi?)
 Seiyū: Rica Matsumoto
Jessie (ムサシ  Musashi?)
 Seiyū: Megumi Hayashibara
James (コジロウ  Kojirō?)
 Seiyū: Shinichiro Miki
Profesor Oak ( オーキド博士 Ookido-Hakase?)
 Seiyū: Unshō Ishizuka
Delia Ketchum ( ハナコ  Hanako?)
Erika (エリカ  Erika?)
 Seiyū: Kyou Hikami
Verity/Verónica ( マコト Makoto?)
 Seiyū: Shiori Sato
Sorrel/Samuel ( ソウジ Souji?)
 Seiyū: Kanata Hongō
Bonji ( ボンジイ Bonjī?)
 Seiyū: Arata Furuta
Cross/Cruz (クロス Kurosu?)
 Seiyū: Ryōta Ōsaka
Gary Oak ( シゲル Shigeru?) (Cameo)

### Doblaje
| Nombre del personaje | Actor de voz (Japón) | Actor de voz (España)    | Actor de voz (Hispanoamérica) |
| -------------------- | -------------------- | ------------------------ | ----------------------------- |
| Ash Ketchum          | Rika Matsumoto       | Adolfo Moreno            | Miguel Ángel Leal             |
| Pikachu              | Ikue Otani           | Ikue Otani               | Ikue Otani                    |
| Pikachu              | Ikue Otani           | Elena Palacios (diálogo) | Ana Lobo (diálogo)            |
| Verity               | Shiori Sato          | Sandra Villa             | Azul Valadez                  |
| Sorrel               | Kanata Hongō         | Carlos Larios            | José Luis Piedra              |
| Cross                | Ryōta Ōsaka          | Nacho Aldeguer           | Héctor Mena                   |
| Profesor Oak         | Unshō Ishizuka       | Roberto Encinas          | Hugo Navarrete                |
| Jessie               | Megumi Hayashibara   | Amparo Valencia          | Diana Pérez                   |
| James                | Shinichiro Miki      | Iván Jara                | José Antonio Macías           |
| Meowth               | Inuko Inuyama        | José Escobosa            | Gerardo Vásquez               |
| Delia Ketchum        | Masami Toyoshima     | Ana Richart              | Patricia Hannidez             |
| Enfermera Joy        | Shoko Nakagawa       | Pilar Martín             | Mildred Barrera               |
| Bonji                | Arata Furuta         | José Ángel Juanes        | Ferso Velázquez               |
| Erika                | Kyoko Hikami         | Mayte Mira               | Mariana Ortiz                 |
| Narrador             | Unshō Ishizuka       | Eduardo del Hoyo         | Gerardo Vázquez               |

## Recepción
En Argentina la película vendió 11.271 entradas en su primer fin de semana, logrando ser la séptima película más vista de su semana de estreno.